# Kai Walter
Kai Walter es un deportista alemán que compitió en piragüismo en la modalidad de eslalon. Ganó una medalla de plata en el Campeonato Mundial de Piragüismo en Eslalon de 2002 en la prueba de C2 por equipos, y dos medallas en el Campeonato Europeo de Piragüismo en Eslalon, oro en  2000 y bronce en 2002.

## Palmarés internacional
| Campeonato Mundial | Campeonato Mundial            | Campeonato Mundial | Campeonato Mundial |
| Año                | Lugar                         | Medalla            | Competición        |
| ------------------ | ----------------------------- | ------------------ | ------------------ |
| 2002               | Bourg-Saint-Maurice (Francia) | Medalla de plata   | C2 por equipos     |
| Campeonato Europeo |                               |                    |                    |
| Año                | Lugar                         | Medalla            | Competición        |
| 2000               | Mezzana (Italia)              | Medalla de oro     | C2 por equipos     |
| 2002               | Bratislava (Eslovaquia)       | Medalla de bronce  | C2 por equipos     |